# 競馬プレミアムウィーク
競馬プレミアムウィーク（けいば・プレミアムウィーク）は、日本中央競馬会と地方競馬全国協会が、12月～翌年1月にかかる年末年始の開催を盛り上げるために展開しているキャンペーンである。
このキャンペーンは「年末年始も各地で行われる競馬の競走を楽しんでもらいたい」という趣旨で、期間中にJRAとNARの交流重賞、ないしは地方競馬の地区交流重賞、さらにはデビュー5年以内の若手騎手の実力日本一をかけて争う「ヤングジョッキーズシリーズ・ファイナルラウンド」（基本的には地方競馬の同時期に開催されている競馬場のうちの1か所+中央競馬の同時期に開催されている競馬場のうちの1か所の2日間開催）などを集中的に展開するもので、期間中はインターネット投票（JRAの即PAT、オッズパーク、楽天競馬、SPAT4など）のサービス利用会員を対象として、馬券の購入額に応じた賞品を贈呈するプレゼントキャンペーンや、ウェブサイトでは、開催競馬場（一部）のレースの実況生中継、馬券の予想の組み立てにかかわる競馬専門紙の情報提供などを展開している。
なおこの期間の中央競馬の開催日は、原則として12月最終の土曜日（12月29-31日にかかる場合はその一つ手前の週）がかかる週末、および12月28日（日曜日・年度によっては月曜日と重なる場合は除く）、1月5日（年度によっては1月6日も）、および1月第1土曜日（1月1-3日にかかる場合はその一つ後の第2週）がかかる週末から成人の日（1月第2月曜日）の3日間連続開催が該当する。
2024-25年より年末年始KEIBAカラフルDays（ねんまつねんしけいばカラフルデイズ）にリニューアルされることになった。

## キャンペーン期間中に行われる主たる重賞競走
（配列は2024-25年度の施行順、開催会場は中央競馬、および複数の競馬場がある県の地方競馬については、平年行われている競馬場・開催日を表記しており、年度により施設改善工事その他のため、他会場に振り替えられる場合もある）

### 中央競馬
- 中山大障害（中山競馬場　12月最終土曜日）
- 阪神カップ（阪神競馬場　12月最終土曜日）
- 有馬記念（中山競馬場　12月最終日曜日）
- ホープフルステークス（中山競馬場　12月28日）
- 中山金杯（中山競馬場　1月5日）
- 京都金杯（京都競馬場　1月5日）

### 地方競馬
- 名古屋大賞典（名古屋競馬場　12月下旬）
- 中島記念（佐賀競馬場　12月最終日曜日）
- ゴールドカップ（浦和競馬場　12月下旬）
- 兵庫ゴールドトロフィー（園田競馬場　12月下旬）
- 金沢ファンセレクトカップ（金沢競馬場　12月下旬）
- 金の鞍賞（高知競馬場　12月28日）
- 東京大賞典（大井競馬場　12月29日）
- ヤングチャンピオンシップ（帯広競馬場　12月下旬）
- ばんえいダービー（帯広競馬場　12月下旬）
- 東京シンデレラマイル（大井競馬場　原則として12月30日）
- ライデンリーダー記念（笠松競馬場　12月下旬）
- 金杯（水沢競馬場　12月30日）
- 桐花賞（水沢競馬場　12月31日）
- 東京2歳優駿牝馬（大井競馬場　12月31日）
- 東海ゴールドカップ（笠松競馬場　12月31日）
- 園田ジュニアカップ（園田競馬場　12月31日）
- 高知県知事賞（高知競馬場　12月31日）
- 帯広記念（帯広競馬場　1月上旬）
- 天馬賞（帯広競馬場　1月上旬）
- 川崎マイラーズ（川崎競馬場　1月3日）
- 新春賞（園田競馬場　1月3日）
- 名古屋記念（名古屋競馬場　1月上旬）
- 佐賀若駒賞（佐賀競馬場　1月上旬）

## キャンペーンキャラクター
- 2020-21年　あしたのジョー（©高森朝雄（梶原一騎）・ちばてつや・講談社）
- 2021-22年　藤岡弘、
- 2022-23年　及川光博
- 2024-25年　生田絵梨花[1]